# Challenge Cup 1979
Challenge Cup 1979 była to seria trzech meczów towarzyskich pomiędzy reprezentacją ZSRR a gwiazdami National Hockey League. Mecze Challenge Cup były rozgrywane 8, 10 oraz 11 lutego 1979 roku. 
Challenge Cup wygrała reprezentacja ZSRR wygrywając dwa spotkania i przegrywając jedno.

## Mecze Challenge Cup

### Pierwszy mecz
Pierwszy mecz Challenge Cup został rozegrany 8 lutego 1979 roku w Madison Square Garden. Mecz ten wygrała reprezentacja NHL All-Stars.
| Drużyna | 1 | 2 | 3 | R |
| --- | - | - | - | - |
| NHL All-Stars | 2 | 2 | 0 | 4 |
| ZSRR | 1 | 0 | 1 | 2 |
| NHL All-Stars: Guy Lafleur, Mike Bossy, Clark Gillies i Bob Gainey ZSRR: Boris Michajłow i Władimir Golikow Widzów: 17 438 |   |   |   |   |

### Drugi mecz
Drugi mecz Challenge Cup został rozegrany 10 lutego 1979 roku w Madison Square Garden. Mecz ten wygrała reprezentacja ZSRR.
| Drużyna | 1 | 2 | 3 | R |
| --- | - | - | - | - |
| ZSRR | 1 | 3 | 1 | 5 |
| NHL All-Stars | 2 | 2 | 0 | 4 |
| ZSRR: Siergiej Kapustin (2), Michaił Warnakow, Boris Michajłow i Władimir Golikow NHL All-Stars: Mike Bossy, Bryan Trottier, Gilbert Perrault i Larry Robinson Widzów: 17 438 |   |   |   |   |

### Trzeci mecz
Trzeci mecz Challenge Cup został rozegrany 11 lutego 1979 roku w Madison Square Garden. Mecz ten wygrała reprezentacja ZSRR.
| Drużyna | 1 | 2 | 3 | R |
| --- | - | - | - | - |
| ZSRR | 0 | 2 | 4 | 6 |
| NHL All-Stars | 0 | 0 | 0 | 0 |
| ZSRR: Boris Michajłow, Wiktor Żłuktow, Helmuts Balderis, Władimir Kowin, Siergiej Makarow i Aleksander Golikow Widzów: 17 545 |   |   |   |   |